# لامپرولوگوس
لامپرولوگوس (Lamprologus)، سرده ای از ماهیان متعلق به خانواده سیچلایدها است. آنها بومی دریاچه تانگانیکا و حوضه رودخانه کنگو در آفریقا هستند.  گونه نماد این جنس (Lamprologus congoensis) است که گونه ای بومی در رود کنگو است. این جنس تحت بازنگری است و ممکن است در نهایت به این گونه های رودخانه ای محدود شود.

## گونه ها
در حال حاضر 20 گونه شناخته شده در این جنس وجود دارد: 
- Lamprologus calipterus Boulenger ، 1906
- Lamprologus congoensis Schilthuis ، 1891
- Lamprologus finalimus Nichols & La Monte ، 1931
- نظرسنجی Lamprologus kungweensis ، 1956
- Lamprologus laparogramma IR Bills & Ribbink ، 1997
- Lamprologus lemairii Boulenger ، 1899
- Lamprologus lethops TR Roberts & DJ Stewart ، 1976
- Lamprologus markerti Tougas & Stiassny, 2014
- Lamprologus meleagris Büscher ، 1991
- Lamprologus mocquardi Pellegrin ، 1903
- Lamprologus ocellatus ( Steindachner ، 1909)
- نظرسنجی Lamprologus ornatipinnis ، 1949
- نظرسنجی Lamprologus signatus ، 1952
- Lamprologus speciosus Büscher ، 1991
- Lamprologus stappersi Pellegrin ، 1927
- نظرسنجی Lamprologus symoensi ، 1976
- Lamprologus teugelsi Schelly & Stiassny ، 2004
- Lamprologus tigripictilis شلی و استیاسنی ، 2004
- Lamprologus tumbanus Boulenger ، 1899
- نظرسنجی Lamprologus werneri ، 1959

## مراجع
1. 1 2  Froese, Rainer, and Daniel Pauly, eds. (2017). "Lamprologus {{{2}}}" in FishBase. March 2017 version.